# Mitozom
Mitozom je organela nacházející se u některých jednobuněčných eukaryotních organismů, žijících v podmínkách s nedostatkem kyslíku, či jako vnitrobuněční paraziti. Byl nalezen a pojmenován teprve nedávno a ještě se přesně neví, jak těmto organismům prospívá. Patrně v ní dochází k syntéze železosirných center, podobně jako v mitochondriích.
Mitozom byl objeven výhradně u některých anaerobních či mikroaerofilních organismů, které nejsou schopné oxidativní fosforylace, jelikož nemají mitochondrie. Poprvé byl popsán u střevního parazita Entamoeba histolytica. Dále byl identifikován např. v několika mikrosporidiích, výtrusovci Cryptosporidium parvum a v diplomonádě Giardia intestinalis.
Je velmi pravděpodobné, že se mitozomy vyvinuly z mitochondrií. Stejně jako ony mají dvojitou membránu (vnitřní membrána však netvoří kristy) a vykazují i některé biochemické podobnosti. Navíc jsou proteiny nalezené v mitozomech podobné proteinům v mitochondriích a hydrogenozomech (dalších derivátech mitochondrie). Na druhou stranu však mitozomy neobsahují žádné geny, mitozom je syntetizován z genů v buněčném jádře, ačkoliv některé dřívější výzkumy přítomnost DNA naznačovaly.